# Chungcheong-do
Chungcheong-do war eine von acht Provinzen in Korea während der Joseon-Dynastie. Sie wurde 1413 gegründet und 1896 in das heutige Chungcheongbuk-do und Chungcheongnam-do geteilt. Im Norden grenzte die Provinz an die Provinz Gyeonggi-do, im Osten an Gangwon-do und Gyeongsang-do, im Süden an die Provinz Jeolla-do und im Westen an das gelbe Meer. Die Hauptstadt war Gongju. Der Name wurde aus den Namen der Städte Chungju und Cheongju gebildet.